# Eden, Texas
Eden là một thành phố thuộc quận Concho, tiểu bang Texas, Hoa Kỳ. Năm 2010, dân số của xã này là 2766 người.

## Dân số
- Dân số năm 2000: 2561 người.
- Dân số năm 2010: 2766 người.